# Adversus
Adversus (lat.: gegenüber befindlich, entgegen, widrig, unglücklich, zuwider, verhasst) ist eine im Jahr 2000 gegründete Band aus Offenbach am Main.

## Geschichte
Adversus, gegründet als Soloprojekt des Künstlers Torsten „Rosendorn“ Schneyer, trat im Jahre 2000 erstmals mit der Demo-Veröffentlichung Ein erster Funke an die Öffentlichkeit. Dieses Demo verschaffte dem Projekt einen Plattenvertrag mit dem Label Sonorium.
Das Debütalbum Winter, so unsagbar Winter … wurde von Zeitschriften wie Zillo und Orkus mit positiven Rezensionen aufgenommen. Bei diesem wirkte als festes Bandmitglied neben Rosendorn selbst auch Susanne Stitz mit, die für den weiblichen Gesang zuständig war. Neben den beiden nahmen diverse Gastmusiker an den Aufnahmen teil.
2005 kam ihr zweites Studioalbum Einer Nacht Gewesenes auf den Markt, das ein weiteres Konzeptalbum mit einer fortlaufenden Handlung darstellte. Die Besetzung dieses Albums war auf sieben feste Mitglieder (eine weitere Sängerin, eine Klarinettistin, ein Kontrabass-Spieler, ein Gitarrist und eine Violinistin) angewachsen. Außerdem waren auf der CD drei prominente Gastmusiker vertreten: Alexander Spreng, Marcus Testory von Chamber und der Folkmusiker und Dudelsackspieler Thomas Zöller, bekannt durch seine Tätigkeit bei Qntal und Estampie.
2007 wurde das Mini-Album Laya mit nur fünf Liedern und einer Spielzeit von 35 Minuten veröffentlicht. Es handelt sich laut Aussage der Band nicht um ein reguläres Adversus-Album, sondern um ein ruhiges Akustik-Werk, das die folkige, mittelalterlich/klassische Seite des Projekts betont und die Wartezeit auf das nächste Studioalbum überbrücken soll. Für diese EP wurden einige Änderungen in der Besetzung durchgeführt: Da sich Susanne Stitz 2006 aus persönlichen Gründen aus dem Bandgeschehen zurückzog, präsentiert Adversus auf Laya mit Aysel eine neue Sängerin. Auch die Gitarren werden nicht mehr von Tommy Steuer gespielt, sondern von Sebastian Kuhn.
Seit Laya befinden sich Adversus sporadisch im Studio, um den Nachfolger von Einer Nacht Gewesenes einzuspielen.
Im Rahmen eines Rätsels auf der offiziellen Webseite der Band wurde der Titel des kommenden Studio-Albums bekanntgegeben. Auf der Webseite waren fünf Bilder versteckt, die ein Wort oder eine Silbe eines der Worte vom Namen des neuen Albums darstellen. Fünf Fans fanden letztlich den Titel Der Zeit abhanden heraus.
Am 15. September 2010 gab die Band eine Änderung in der Besetzung bekannt. So werden die bisherige Violinenspielerin Lestaria und die Keyboarderin/Flötenspielerin/Klarinettistin Tanja Frisch die Band nicht mehr musikalisch unterstützen. Für das in Kürze erscheinende Musikvideo der Band wurden die beiden Musikerinnen Lena Biehl als Violine sowie Pia „La Musica“ als Keyboarderin engagiert. Inwieweit Lena und Pia für weitere Produktionen der Band erhalten bleiben ist noch nicht bekannt. Zudem wurde eine neue Zweitstimme mit Namen Johanna Dietz fest eingestellt.
19 Tage später, am 4. Oktober 2010, wurde als angestrebter Release-Termin des neuen Albums „Anfang Dezember“ angegeben. Zudem wurde auf YouTube eine Vorschau mit Teilen jeden Liedes hochgeladen. Außerdem wurde bekanntgegeben, dass die CD Der Zeit abhanden – Elf Märchen für Entflohene in der ersten Auflage ausschließlich mit einem Kurzgeschichtenbuch Rosendorns verkauft wird.
Im Februar 2013 erklärte die Gruppe über ihre Website, an einem neuen Album zu arbeiten, dass allerdings in den folgenden Jahren nicht veröffentlicht wurde. Das Album sollte den Titel Strafgericht – Zehn neue Todsünden tragen. Ein Veröffentlichungsdatum wurde nicht angegeben und stattdessen auf die Veröffentlichungsgeschichte des Computerspiels Duke Nukem Forever referenziert. Das Album wurde im November 2023 veröffentlicht.

## Stil

### Musik
Adversus vermischen Elemente zahlreicher divergenter Musikrichtungen und lassen sich aufgrund dessen nur schwer zuordnen. Die Einflüsse reichen von Alter Musik über Folk und Metal bis hin zu Techno, Drum & Bass, Elektro und Neoklassik. Dabei werden unter anderem Sackpfeifen, Akustik- oder Metal-Gitarren mit Techno-Beats und teils minne-ähnlichem Gesang und Shouting verknüpft. Lieder wie Daemon, allzutief in dir und  Spinnenbein und Falkenherz basieren auf Drum-&-Bass-Rhythmen, bei Klingentanz kommen hingegen sowohl Techno- als auch Breakbeats zum Einsatz, während Komm, oh Tod auf Trip-Hop-Elemente zurückgreift. Vordergründig stehen häufige Tempowechsel, Breaks (besonders hinsichtlich der gegensätzlichen Rhythmusmuster), orchestrale Einschübe, mehrstimmige Chorpassagen, Crescendi und Glockenklänge.
Charakteristisch für die Band ist zudem der Einsatz von eines The-Beauty-and-the-Beast-Wechselgesangs zwischen einer klassischen Sopran-Sängerin und einem Metal-Sänger. Neben normal gesungenen gibt es geschriene, geflüsterte und rezitativ gesungene Passagen, sodass eine oft theatralische und bildhafte Musik entsteht.

### Texte

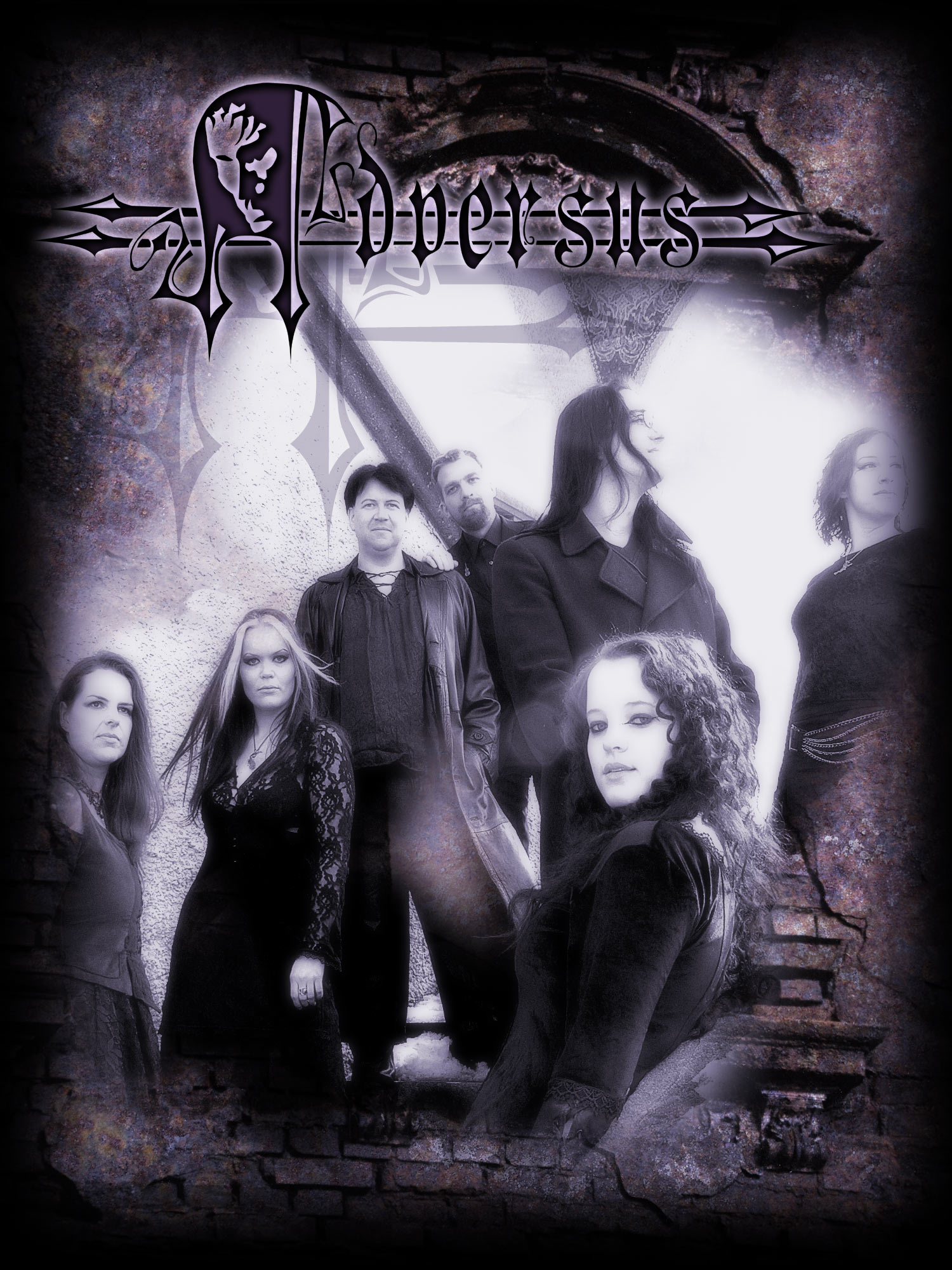
Adversus in der Besetzung von 2006

Die Alben von Adversus sind Konzeptalben, d. h., ein übergreifendes Thema zieht sich durch bisher jedes Werk und verbindet die Musikstücke miteinander wie einzelne Kapitel eines Buches. Jedes Stück erzählt die jeweilige Geschichte ein Stück weiter, oft werden die einzelnen Abschnitte durch Textkollagen und Lyrikpassagen übergeleitet.
Die Texte von Adversus sind oft lang, metaphorisch und kryptisch verfasst. Der Stil der Poesie ist eine Mischung aus einer klassischen, an die Romantik erinnernden und somit anachronistisch wirkenden Lyrik und postmodernen, expressionistischen Sprachexperimenten.
Über die Interpretationen der Texte gibt es mannigfaltige Meinungen und Rosendorns Aussagen hierzu sind nicht immer eindeutig. Im bandeigenen Wortwahn-Forum und in mehreren Interviews vertrat er die Ansicht, dass die Beschäftigung des Hörers mit den Inhalten und das spinnen eigener Interpretationen ebenfalls ein wichtiger Teil des Kunstwerks seien und er diesen nicht durch eigene Vorgaben zerstören wolle.
Dennoch lässt sich grob festhalten: Aus verschiedenen Perspektiven werden grundsätzliche Fragen menschlichen Seins wie zum Beispiel „Schuld“, „Nähe“ und „Distanz“ behandelt.  Thematisiert wird oft die Isolation des Individuums vor dem Hintergrund einer gleichgültigen Gesellschaft. Des Weiteren wird das Spannungsfeld zwischen „Glauben“ und „Desillusionierung“ sowie die Fassbarkeit der „Realität“ behandelt. Damit beziehen sich Adversus indirekt auch auf philosophische Strömungen, insbesondere den Existentialismus.
Winter, so unsagbar Winter ... beschreibt die Entwicklung eines konfliktbeladenen Ich-Erzählers weg von einer angstgesteuerten, radikalen und destruktiven Weltsicht hin zu einer freien, selbstbestimmten Existenz. Dabei wird allerdings offengelassen, ob dieser Akt der Befreiung mit Selbstverletzung (wie im Stück Katharsis angedeutet) oder gar Suizid (Seelenwinter) verbunden ist und es sich somit lediglich um eine eskapistische Schein-Freiheit handelt.
Einer Nacht Gewesenes wiederum handelt von einer ungewöhnlichen Paarbeziehung, deren komplette Entwicklung von der ersten Schwärmerei („Deiner Schönheit gewahr“) über erste Zweifel („Dies ist offensichtlich“) bis zur inneren Ablösung („Spinnenbein und Falkenherz“) sich in einer einzigen Nacht abspielt. Am Ende stehen die Protagonisten vor dem Scherbenhaufen ihrer Illusionen. Im Kern wird die Frage gestellt, inwieweit psychische Vorkonditionierungen der Beteiligten (wie sie anfangs im Stück Die Nihilistenhymne beschrieben werden) den Ausgang des Dramas unausweichlich bestimmt haben. In diesem Sinne folgt Einer Nacht Gewesenes dem Muster einer Tragödie.
Der Zeit Abhanden – Elf Märchen für Entflohene erzählt im Gegensatz zu den vorangegangenen Alben keine zusammenhängende Geschichte, sondern präsentierte sich als lose Sammlung moderner Mythen, die von einer grundsätzlich bedrohlichen und/oder eskapistischen Stimmung getragen sind. Dem Album lag ein Buch voller Kurzgeschichten und Illustrationen bei, welche jeweils den einzelnen Liedern der CD zugeordnet werden. Das Werk greift textlich oft die Thematik sozialer Außenseiter (Brüder, Einer Nacht Gewesenes, Kellerkind) und skurriler Vorkommnisse (Gespinste, Ein Ding Im Spiegel, Unter den Hüllen) auf. Oft enden die erzählten Geschichten tragisch. So sehen sich die beiden Zwillinge aus verschiedenen Epochen (Brüder) nie mehr wieder, das Mädchen das Spinnen zerquetscht (Gespinste) wird Opfer der eigenen Grausamkeit und die Liebenden aus Einer Nacht Gewesenes (welches eine Hommage an das gleichnamige Album der Band darstellt) werden durch verschiedene Zeitebenen getrennt.

### Malerei
Adversus ist eine Band, die sich als Gesamtkunstwerk betrachtet und auch als solche wahrgenommen wird. Dies drückt sich unter anderem dadurch aus, dass das Projekt darauf besteht, alle Artworks, Booklets und Merchandise-Artikel selbst zu gestalten. Das komplette Artwork der Band wird daher von Torsten „Rosendorn“ Schneyer in Eigenregie gefertigt. Außer dem 3D-gerenderten Cover enthält beispielsweise das Booklet von Winter, so unsagbar Winter … mehrere Aquarell-, Tusche- und Kohlezeichnungen.
Auch das Booklet des zweiten Adversus-Albums Einer Nacht Gewesenes enthält mehrere von Schneyer gemalte Ölgemälde. Diese wurden mitsamt den Texten, den Fotos der Bandmitglieder, einigen Ornamenten, Fotografien von Jörg Kahnt und weiteren Objekten zu einer Collage verarbeitet.
Im – dem gleichnamigen Album beigelegten – Buch Der Zeit abhanden sind jedem Lied/Gedicht der CD entsprechende Illustrationen beigefügt. Handwerklicher Kernanspruch des Projekts war es, zu jeder Kurzgeschichte ein Lied inklusive Lyrik zu komponieren und ein dazugehöriges Bild zu malen, so dass am Ende – laut Rosendorn – „Eine Übersetzung eines einzigen Gedankens in vier verschiedene Sprachen der Kunst“ vorlagen.

## Diskografie
- 2001: Ein erster Funke (Demo-CD)
- 2003: Winter, so unsagbar Winter … (CD)
- 2005: Einer Nacht gewesenes (CD)
- 2007: Laya (EP)
- 2010: Der Zeit abhanden (CD und Buch mit Kurzgeschichten)
- 2023: Strafgericht (CD)

## Cover und Remixe
- 1 More Day, 2003, Original von Evereve, erschienen auf deren Album .Enetics.
- Dies ist kein Traum (Adversus Interpretation), 2004, Original von Samsas Traum, erschienen auf deren Album a.Ura und das Schnecken.Haus.
- Moritat (Adversus Remix), 2006, Original von Das Ich, erschienen auf deren Album Cabaret (Special Edition).